# 東京第二師範学校

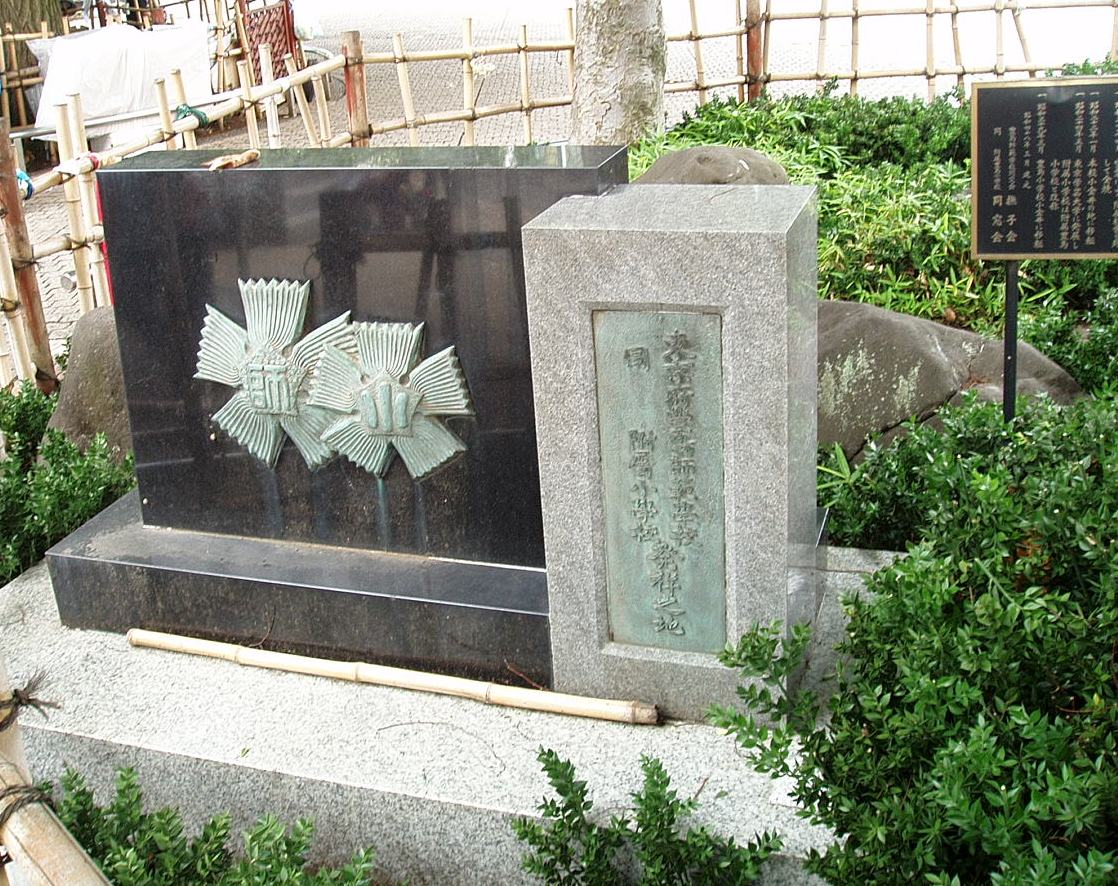
東京府豊島師範学校・同附属小学校発祥の地碑。後の東京第二師範学校

東京第二師範学校 （とうきょうだいにしはんがっこう） は、1943年（昭和18年）に東京都に設置された官立の師範学校である。本項では前身の東京府豊島師範学校を含めて記述する。

## 概要
- 1908年（明治41年）に創設された東京府豊島師範学校を起源とする[1]。
- 1943年（昭和18年）に師範教育令の改正により官立（国立）への移管により男子部が置かれ、同年12月に女子部が置かれた。
- 戦後の1949年（昭和24年）学制改革で新制東京学芸大学 学芸学部 （現・教育学部） の母体の一つとなった[2]。

## 沿革

### 府立期：1908(明治41)年 - 1943(昭和18)年
- 1908年（明治41年）11月14日 - 「東京府豊島師範学校」（男子校）を北豊島郡巣鴨村大字池袋に創設し、翌1909年（明治42年）4月に開校する旨が公示される[1]。
  - 東京府豊島師範学校の新設により、これまでの東京府師範学校が東京府青山師範学校に改称。
- 1909年（明治42年）
  - 1月 - 青山師範学校と合同で本科第一部1年生（2学級）と予備科（2学級）の生徒を募集。
  - 3月30日 - 東京府事務官の濱野虎吉が校長事務取扱に命じられる。
  - 3月31日 - 学習院教授の大束重善が教諭に任じられる。（同年4月21日に校長に任命される）
  - 4月9日 - 校長取扱事務が濱野虎吉から大束重善に変更される。
  - 4月13日 - 府下豊多摩郡落合村の東京同文書院の建物を有償で借用し仮校舎とする。（同年9月4日まで）
  - 4月17日 - 本科第一部1年生93名と予備科77名の入学を許可し、仮校舎に収容。授業を開始。撫子の花弁を徽章（校章）に制定。
  - 5月1日 - 新校舎の一部が完成し、本科第一部の1年生を新校舎に移し、東京同文書院内に仮設された寄宿舎から通学させる。
  - 5月20日 - 校友会（生徒会）が発足し、蹴球部、庭球部、野球部の運動部3部が創設される。同年9月更に柔道部、徒歩部、学芸部の3部が創部。
  - 9月1日 - 新校舎がすべて完成し、移転を完了。
  - 10月27日 - 附属小学校の新校舎が完成。
- 1910年（明治43年）
  - 2月 - 剣道部が創部。
  - 2月5日 - 寄宿舎が完成し、全生徒が移転を完了。
  - 4月 - 生徒の作業によって農業実習地を開墾。
  - 5月4日 - 4月17日を創立記念日とする。
  - 6月10日 - 左翼校舎、博物教室等が完成。
- 1911年（明治44年）
  - 4月 - 本科第二部を新設。
  - 4月12日 - 附属小学校が開校し、授業を開始。尋常科1～6年、高等科1・2年を設置し、237名の児童が入学。
  - 5月17日 - 本校舎、右翼校舎、屋内体操場等が完成。
- 1912年
  - （明治45年）
    - 1月 - 附属小学校での教育実習を開始（この時は本科二部生徒27名）。
    - 3月23日 - 未明の祝融の厄（火災）により、附属小学校校舎、寄宿舎第2棟、右翼校舎等を焼失。

  - （大正元年）
    - 9月24日 - 寄宿舎の一部、附属小学校校舎が復旧。
- 1913年（大正2年）
  - 2月 - 新校舎が完成し移転を完了。
  - 5月 - 校歌を制定。
    - 師範学校創立以来「豊島師範の歌」として歌い継がれていたものを校歌とする。作詞は初代校長の大束重善（考訂は井上頼圀）、作曲は教諭・山本正夫による。

  - 11月10日 - 焼失した寄宿舎および校舎すべての復旧が完了。
- 1916年（大正5年）4月7日 - 弓術部を創部。
- 1917年（大正6年）7月 - 臨時水泳部を設置。
- 1918年（大正7年）3月 - 北多摩郡千歳村烏山尋常高等小学校（現・世田谷区立烏山小学校）内に東京府豊島師範学校附属農業補習学校を併設。
- 1919年（大正8年）4月9日 - 創立記念日を4月17日から「10月17日」（前年の同日に創立10周年記念式を挙行したことから）に変更する。
- 1920年（大正9年）4月
  - この年度から青山師範学校との合同生徒募集を廃止し、それぞれ別個に募集を行うこととなる。
  - 附属農業補習学校を北多摩郡松澤村松澤尋常高等小学校（現・世田谷区立松沢小学校）に移転。
- 1921年（大正10年）3月 - 附属農業補習学校を「東京府豊島師範学校併設豊島農業補習学校」に改称。
- 1922年（大正11年）10月7日 - これまでの全寮制から、制限付きで各家庭からの生徒の通学を許可する。
- 1922年（大正11年）6月 桜井賢三、校長に就任、その後、10年間校長として勤務。
- 1923年（大正12年）
  - 3月 - 併設豊島農業実業補習学校に女子部を新設。
  - 10月1日 - 関東大震災の発生（同年9月1日）により、2学期が1ヶ月遅れで開始。
  - 10月5日 - 関東大震災の罹災児童141名を附属小学校に収容。東京市から派遣された訓導を担任として始業式を挙行。
  - 10月8日 - 師範学校の2学期の授業を開始。
- 1925年（大正14年）12月17日 - 午後10時30分頃、附属小学校から出火し、小学校本校舎を焼失。
- 1926年（大正15年）
  - 1月7日 - 師範学校本校舎、寄宿舎の一部、屋内体操場等を仮校舎にして附属小学校の授業を再開。
  - 4月 - 予備科を廃止し、本科第一部の修業年限を5年とする。また専攻科を新設。
  - 5月19日 - 美術部・音楽部・講演部を創部。徒歩部を「競技部」に改称。
  - 6月27日 - 「撫子会」（同窓会）が発足。
  - 10月23日 - シャム国皇帝文部大臣ダーニ親王が視察のため来校。
- 1927年（昭和2年）
  - 1月22日 - 校旗を制定。
  - 4月 - 附属小学校の再建校舎一部が完成。翌5月に仮校舎から移転を完了。同年12月にすべて完成。
- 1930年（昭和5年）4月 - 籠球部を創部。
- 1931年（昭和6年）4月 - 本科第二部の修業年限が2年に変更される。
- 1932年（昭和7年）10月 - 市区域が改正され、東京市豊島区池袋二丁目となる。
- 1933年（昭和8年）
  - 4月19日 - 創立記念日を10月17日から「5月17日」に変更。
  - 6月 - 大成寮が完成。
  - 12月3日 - 父兄保証人会が発足。
- 1934年（昭和9年）
  - 4月 - 本科第一部・第二部を「予科（3年）・本科（2年）」に変更。書道部を新設。
  - 7月15日 - 千葉県夷隅郡興津町鵜原字勝場（現：千葉県勝浦市鵜原）に臨海宿舎・至楽荘が完成。
- 1935年（昭和10年）
  - 4月 - 角力部と園芸部を創部。
  - 7月 - プール・相撲場・第二運動場・新庭球コート等が完成。
  - 9月 - 正門を移転。
  - 10月 - 青年学校令の施行により、併設豊島農業補習学校が東京府立豊島青年学校となる。併設は継続。校長は成田千里が兼任。
- 1936年（昭和11年）
  - 4月 - 水泳部と射撃部を創設。
  - 9月1日 - 豊島成美壮が完成。
- 1937年（昭和12年）3月 - 東京府立豊島青年学校が東京府女子師範学校に移管され、北多摩郡久留米村に東京府立久留米青年学校が創設される。
  - 校長は成田千里が継続。
- 1938年（昭和13年）
  - 5月 - 忠愛寮が完成。
  - 8月 - 文部省通牒による集団勤労作業を実施。
- 1939年（昭和14年）7月 - 豊島一宇荘が完成。
- 1940年（昭和15年）7月8日 - 国民学校令の施行を翌年に控え、第1回国民学校教員講習会を開講。
- 1941年（昭和16年）4月 - 国民学校令の施行により、附属小学校を附属国民学校と改称。
- 1942年（昭和17年）1月 -「国民勤労報国令施行規則」により師範学校生徒も出動開始。

### 官立期：1943(昭和18)年 - 1951(昭和26)年
- 1943年（昭和18年）
  - 4月 - 師範教育令が改正される。
    - 官立（国立）移管により、「東京第二師範学校」（男子部）となる。本科3年・予科2年の専門学校となる。

  - 12月 - 女子部を設置。開設は翌1944年（昭和19年）の4月。
- 1944年（昭和19年） 
  - 4月 - 女子部が本郷区追分国民学校と本郷国民学校の校舎を譲り受け、開設される。
  - 8月 - 学徒勤労令の公布により、学校報国隊が組織され、勤労動員が行われる.
- 1945年（昭和20年）
  - 4月 - 決戦教育措置要綱により1年間授業を停止し、本土防衛と生産増強に挺身。女子部附属国民学校が開校。
  - 5月 - 戦時教育令の公布により、学徒隊が組織され、本土決戦に備える。
  - 8月 - 敗戦で戦争が終結。
- 1946年（昭和21年）5月7日 - 東京第二師範学校男子部が旧陸軍第三技術研究所跡地（現・小金井キャンパス、所在地：東京都小金井市貫井北町4-1-1）に移転し、附属小中学校を併設[3][4]。
- 1947年（昭和22年）
  - 1月 - 男子部が小金井市に移転。
  - 4月 - 学制改革（六・三制の実施）が行われる。
    - 附属国民学校初等科を改組し、附属小学校とする。（東京第二師範学校男子部附属小学校・東京第二師範学校女子部附属小学校[5]）
    - 附属国民学校高等科を改組し、附属中学校（新制中学校）とする。（東京第二師範学校男子部附属中学校・東京第二師範学校女子部附属中学校[6]）
- 1949年（昭和24年）
  - 5月31日 - 新制大学「東京学芸大学」が発足し、学芸学部の母体として包括され「東京学芸大学東京第二師範学校」となる。
    - 師範学校の生徒募集を停止し、この時の入学生から東京学芸大学 学芸学部所属となる。
    - 師範学校時代の入学生が卒業するまで師範学校は存続されることとなる。
    - 男子部には小金井分校[7]、女子部には追分分校[8]が設置される。

  - 東京学芸大学初代学長には東京第一師範学校校長木下一雄が就任。
- 1951年（昭和26年）3月31日 - 最後の卒業生を送り出し、東京第二師範学校が廃止される[9]。

## 歴代校長
東京府豊島師範学校
- 初代 - 大束重善（1909年（明治42年）4月 - 1913年（大正2年）5月31日までの4年1ヶ月間）- （前）学習院教授
- 第2代 - 黒田定治（1913年（大正2年）5月31日 - 1914年（大正3年）4月13日までの11ヶ月間） - （前）東京女子高等師範学校教授　※在職中に逝去。
- 第3代 - 御園生金太郎（1914年（大正3年）4月27日 - 1922年（大正11年）5月までの8年1ヶ月間）- （前）教諭　※在職中に逝去。
- 第4代 - 桜井賢三（1922年（大正11年）6月 - 1932年（昭和7年）7月までの10年1ヶ月間）- （前）静岡県師範学校校長　（後）京都府立女子専門学校校長
- 第5代 - 成田千里（1932年（昭和7年）7月 - 1939年（昭和14年）8月）- （前）第一東京市立中学校校長　（後）大阪府池田師範学校校長
- 第6代 - 中島正勝（1939年（昭和14年）9月 - 1943年（昭和18年）3月）- （前）長野県師範学校校長　（後）福岡第一師範学校校長

東京第二師範学校
- 第7代 - 岩波喜代登（1943年（昭和18年）4月1日[10] - 1945年（昭和20年）11月24日[11]） - （前）静岡県静岡師範学校校長　（後）長野師範学校校長
- 第8代 - 大野こう毅[12]（1945年（昭和20年）11月24日[11] - （前）大阪第二師範学校校長　（後）

## 同窓会
- 1886年（明治19年）- 小学校教員講習所卒業生により「七杉会」が結成される。
- 1890年（明治23年）- 「東京府師範学校同窓会」に改称。
- 1912年（明治45年）3月の東京府豊島師範学校卒業生を迎え、青山師範学校・豊島師範学校・女子師範学校合同の同窓会を組織し、「東京府立師範学校同窓会」と改称。
  - 後に東京第二師範学校女子部および、東京青年師範学校の卒業生も合流。
- 1953年（昭和28年）3月の東京学芸大学第1回卒業生を迎え、「東京学芸大学同窓会」に改称。

## 関連書籍
- 「沿革・東京府豊島師範学校創立三十周年」（東京府豊島師範学校、1940年（昭和15年）11月20日）- 国立国会図書館近代デジタルライブラリー